# Dombäck
Dombäck is een plaats in de gemeente Örnsköldsvik in het landschap Ångermanland en de provincie Västernorrlands län in Zweden. In 2000 had het småort Dombäck (noordelijk deel) (Zweeds: Dombäck (Norra delen)) plaats 52 inwoners en een oppervlakte van 20 hectare in 2005 was dit aantal tot onder de 50 gezakt en werd het niet meer als småort door het Zweeds bureau voor statistiek geregistreerd. Het småort besloeg echter alleen het noordelijk deel van Dombäck het inwoneraantal van de totale plaats is onbekend. De Europese weg 4 loopt langs de plaats.

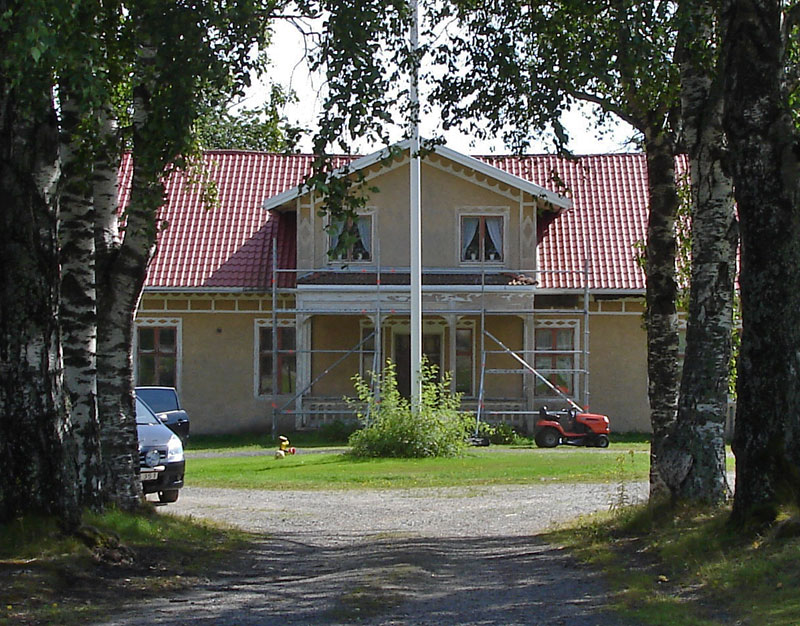
Landhuis